# Poporul malgaș

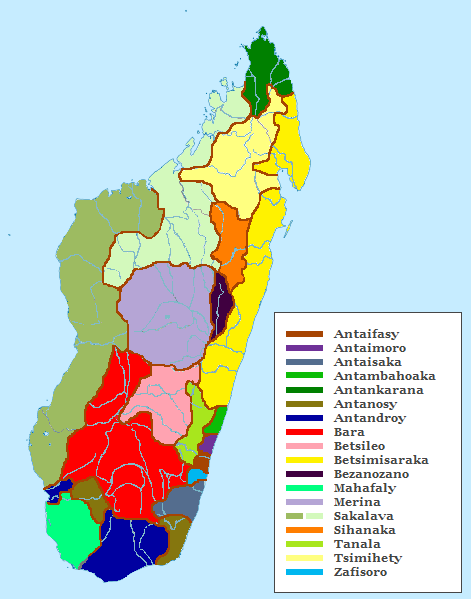
Distribuția grupurilor etnice malgașe.

Malagașii (în franceză Malgache) sunt un grup etnic austronezian originar din țara insulară Madagascar.
În mod tradițional, populația a fost împărțită pe subgrupuri (triburi sau etnii). Printre exemple se numără grupuri „Highlander” (etnic austronezian/malay-indonezian cu strămoși bantu minimali), cum ar fi Merina și Betsileo din zonele muntoase centrale din jurul Antananarivo, Alaotra (Ambatondrazaka) și Fianarantsoa, și „locuitorii de coastă” (etnic Bantu cu strămoși austronezieni minimali) cu triburi precum Sakalava,  Bara, Vezo,  Betsimisaraka, Mahafaly, etc. Merina sunt, de asemenea, împărțite în două subgrupe. „Merina A” sunt Hova și Andriana și au o medie de 30-40% strămoși Bantu. Al doilea subgrup este „Merina B”, Andevo, care are o medie de 40-50% strămoși Bantu. Ele reprezintă mai puțin de 1/3 din societatea Merina.